# Уртадо, Хосе Андрес
Хосе Андрес Уртадо Чеме (исп. Pervis Josué Estupiñán Tenorio; род. 23 декабря 2001, Санто-Доминго) — эквадорский футболист, защитник клуба «Ред Булл Брагантино» и сборной Эквадора.

## Клубная карьера
Уртадо — воспитанник клуба «Индепендьенте дель Валье». 3 ноября 2019 года в матче против «Дельфина» он дебютировал в эквадорской Примере. 3 марта 2021 года в поединке против «Манта» Хосе забил свой первый гол за «Индепендьент дель Валье». В том же году он стал чемпионом Эквадора. В начале 2022 года Уртадо перешёл в бразильский «Ред Булл Брагантино». 4 февраля в поединке Лиги Паулиста против «Сан-Паулу» Хосе дебютировал за основной состав.

## Международная карьера
В 2021 году Уртадо был включён в заявку на участие в Кубке Америки в Бразилии. На турнире он был запасным и на поле не вышел. 5 сентября в отборочном матче чемпионата мира 2022 против сборной Чили он дебютировал за сборную Эквадора.

## Достижения
Командные
 «Индепендьенте дель Валье»
- Победитель эквадорской Примеры — 2021